# ري كوانغ تشون
ري كوانغ تشون (بالإنجليزية: Ri Kwang-Chon) (مواليد 4 سبتمبر 1985 في نامفو) لاعب كرة قدم كوري شمالي يلعب حاليا لصالح نادي 25 أبريل الكوري الشمالي .

## روابط خارجية
- ري كوانغ تشون على موقع الاتحاد الدولي (مؤرشف)  (الإنجليزية)
- ري كوانغ تشون على موقع قاعدة بيانات كرة القدم.إي يو (الإنجليزية)
- ري كوانغ تشون على موقع ناشيونال فوتبول تيمز (الإنجليزية)
- ري كوانغ تشون على موقع عالم كرة القدم.نت (الإنجليزية)
- ري كوانغ تشون على موقع كووورة